# Francesco Antonio Frascella
Francesco Antonio Frascella, o Frasella (San Fele, 1600 – Parigi, 1653), è stato un arcivescovo cattolico italiano.

## Biografia
Mancando di dati precisi, si può collocare la sua nascita agli inizi del Seicento. Entrò ancora giovane nell'Ordine dei frati minori conventuali della Provincia pugliese di San Nicola. Ordinato sacerdote nel 1627 venne inviato per il proseguimento degli studi al Collegio sistino di San Bonaventura di Roma dove conseguì il dottorato nel 1630.
Terminati gli studi chiese ed ottenne di recarsi come missionario in Oriente. Il 4 settembre 1631 giunse, insieme ad Angelo Petricca da Sonnino - con cui condivise le vicende di quegli anni - e ad altri due confratelli, a Costantinopoli dove l'Ordine aveva una fiorente missione e lì si applicò allo studio della lingua turca. Nel febbraio del 1632 fu inviato con il Petricca e altri nella Valacchia per ricostruire il convento di Târgoviște bruciato dai Tartari. I frati chiesero e ottennero il permesso di costruire un piccolo convento nella stessa Bucarest, ma i cambiamenti politici e nuove guerre li spinsero, nel settembre dello stesso 1632, a tentare una nuova missione in Moldavia. A Iași un nobile greco face costruire a sue spese una chiesa che consegnò ai francescani perché fosse da loro officiata, ma anche lì la situazione presto mutò costringendoli a rientrare a Costantinopoli nella primavera del 1633. Recatosi poi col padre Petricca a Roma riferirono del loro operato alla Congregazione di Propaganda Fide.
Il 20 gennaio 1635 Frascella fu nominato ministro provinciale dell'Ordine in Transilvania e visitatore e commissario generale per le provincie ultramontane cum plenitudine potestatis.
Chiamato segretamente a Roma fu incaricato, insieme all'oratoriano Matheus de Castro Mahale, di una delicata missione in Estremo Oriente, dove la Chiesa subiva l'influsso delle corone spagnole e portoghesi e, specie in Giappone, le tensioni tra Gesuiti e Ordini mendicanti. Eletto Arcivescovo titolare di Mira da papa Urbano VIII con breve del 14 novembre 1637 venne consacrato insieme al de Castro il 30 novembre, nella massima segretezza perché la loro missione non fosse scoperta e ostacolata. Il primo fu in seguito nominato amministratore apostolico della diocesi di Funay in Giappone, mentre il secondo vicario apostolico di Indalcan, nelle Indie.
Impossibilitato ad entrare in Giappone per i severissimi ordini impartiti contro gli europei e la proibizione ai missionari cattolici, accusati di esser l'avanguardia della politica coloniale portoghese, l'arcivescovo dovette rimanere a Goa presso i Frati minori osservanti. Da quella residenza nel 1644 scrisse una Lettera pastorale ai suoi fedeli esortandoli alla perseveranza e a guardarsi dalle false dottrine. Ma la frustrazione di non poter raggiungere il Giappone lo spinse a chiedere il rientro in Italia, forse anche per le pressioni delle autorità portoghesi che gli intimavano di lasciare Goa. Ma le indicazioni della Congregazione pontificia erano di rimanere in loco "fino alle catene" se fosse stato necessario. Nel 1647 Propaganda Fide lo designò amministratore delle missioni in Cina, ma la divisione in fazioni tra Spagna e Portogallo in quelle regioni rendeva impossibile raggiungere la regione.
Finalmente nel 1653 ottenne il permesso di rimpatriare. Si diresse a Lisbona via mare e da lì in Spagna e in Francia. Giunto a Parigi morì per cause che rimangono sconosciute.

## Genealogia episcopale e successione apostolica
La genealogia episcopale è:
- Cardinale Scipione Rebiba
- Cardinale Giulio Antonio Santori
- Vescovo Placido della Marra
- Cardinale Melchior Khlesl
- Arcivescovo Livio Lilio
- Arcivescovo Raffaele Schiattini
- Vescovo Andrea Soffiani
- Arcivescovo Francesco Antonio Frascella, O.F.M.Conv.